# Diyorbek Urozboev
Diyorbek Urozboev, född den 17 augusti 1993 i Khwarezm, är en uzbekisk judoutövare.
Han tog OS-brons i de olympiska judo-turneringarna vid olympiska sommarspelen 2016 i Rio de Janeiro i herrarnas extra lättvikt..